# O'Brien Schofield
O'Brien Schofield (Camden, 3 aprile 1987) è un ex giocatore di football americano statunitense che ha militato nel ruolo di linebacker nella National Football League (NFL). Fu scelto nel corso del quarto giro (130º assoluto) del Draft NFL 2010 dagli Arizona Cardinals. Al college ha giocato a football all'Università del Wisconsin-Madison.

## Carriera

### Arizona Cardinals
Schofield fu scelto nel corso del quarto giro del Draft 2010 dagli Arizona Cardinals. Debuttò il 31 ottobre 2010, nella settimana 8 contro i Tampa Bay Buccaneers. Schofield forzò un fumble contro i Minnesota Vikings la settimana successiva, che fu recuperato e trasformato in touchdown. Il suo primo sack lo mie a segno il 25 dicembre 2010 ai danni di Stephen McGee nella vittoria 27-26 sui Dallas Cowboys. Il 2 gennaio 2011, nell'ultima gara di stagione regolare contro i San Francisco 49ers, Schofield mise a segno un sack su Alex Smith.
La prima gara in cui Schofield mise a segno due sack fu il 18 settembre 2011, contro Seneca Wallace, in due giocate consecutive nella vittoria ai supplementari della gara vinta sui Cleveland Browns. La stagione successiva disputò le prime 9 gare, tutte come titolare (le prime in carriera) prima di concludere la stagione in anticipo a causa di un infortunio al piede. Il 25 luglio 2013 fu svincolato dai Cardinals.

### Seattle Seahawks
Il 27 luglio 2013, Schofield firmò con i Seattle Seahawks. Nella prima gara della stagione 2013, vinta contro i Carolina Panthers, mise a segno un sack su Cam Newton. La sua stagione regolare si concluse con 8 tackle in 15 presenze, due delle quali come titolare. Il 2 febbraio 2014, nel Super Bowl XLVIII contro i Denver Broncos, Seattle dominò dall'inizio alla fine della partita, vincendo per 43-8. Schofield si laureò campione NFL mettendo a segno un tackle in una gara in cui la difesa di Seattle annullò l'attacco dei Broncos che nella stagione regolare aveva stabilito il record NFL per il maggior numero di punti segnati.
L'11 marzo 2014, Schofield firmò coi New York Giants un contratto biennale del valore di 8 milioni di dollari ma l'accordo fu annullato dopo non avere superato un test fisico. Il giocatore rinnovò così coi Seahawks il 2 maggio e nella prima gara della stagione mise subito a segno un sack su Aaron Rodgers nella vittoria per 36-16 sui Green Bay Packers. Il secondo fu due settimane dopo su Peyton Manning nella rivincita del Super Bowl di sette mesi prima. Il terzo lo mise a segno in tuffo su Ryan Lindley nel penultimo turno con una perdita di dieci yard da parte degli avversari.

### Atlanta Falcons
Il 12 marzo 2015, Schofield firmò con gli Atlanta Falcons. Si ritirò dopo la stagione 2016.

## Palmarès

### Franchigia
- Super Bowl : 1

Seattle Seahawks: Super Bowl XLVIII
- National Football Conference Championship: 2

Seattle Seahawks: 2013, 2014